# Basse-Terre (ö)

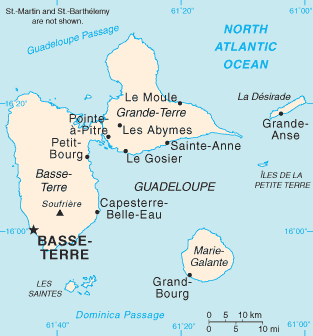
Lägeskarta över Île de Basse-Terre

Karta över Île de Basse-Terre

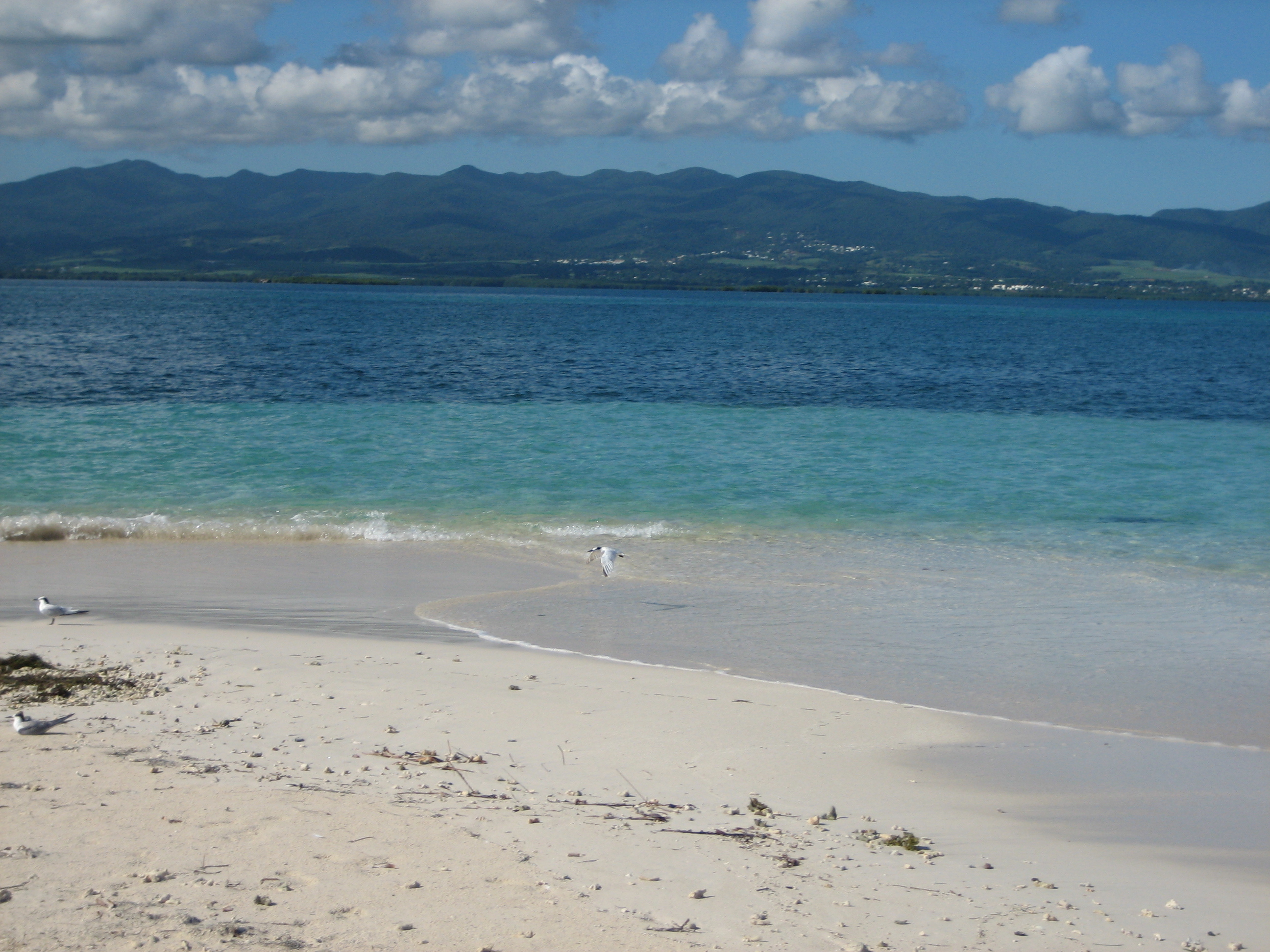
Île de Basse-Terre

Île de Basse-Terre är en ö bland de södra Små Antillerna i Karibiska havet i Västindien. Ön tillhör det franska utomeuropeiska departementet Guadeloupe.

## Geografi
Île de Basse-Terre ligger direkt väster om ön Île de Grande-Terre och tillsammans utgör denna tvillingö huvudön i ögruppen Guadeloupe. Öarna skiljs endast åt av ett mangroveträsk och havsinloppet La Rivière Salée). Ön har en areal om cirka 848 km² med en längd på cirka 50 km och cirka 30 km bred.
Öns högsta punkt är vulkanen La Grande Soufrière på cirka 1 467 m ö.h., vulkanen är även det högsta berget bland hela Små Antillerna.
Huvudort är Basse-Terre med cirka 12 000 invånare på öns sydvästra del. Övriga större orter är Saint-Claude, Gourbeyre, Vieux-Fort, Trois-Rivieres, Capesterre-Belle-Eau, Goyave, Petit-Bourg, Baie-Mahault, Lamentin, Sainte-Rose, Deshales, Pointe-Noire och Bouillante.
Befolkningen uppgår till cirka 190 000 invånare.
Förvaltningsmässigt utgör ön arrondissement (krets) Basse Terre och är uppdelad i 16 communes (kommuner).
Öns mitt utgörs av den cirka 17 000 ha stora nationalparken Parc national de la Guadeloupe (Nationalpark Guadeloupe) täckt av tropisk skog, parken är den sjunde största i Frankrike.
Havsviken Le Grand-Cul-de-Sac marin vid öns norra del är också en nationalpark.
Utanför Île de Basse-Terres kust ligger småöarna Ilet à Kahouanne, Ilets Carénage och La Biche i norr, Ilet Pigeon i väst och i söder ligger ögruppen Îles des Saintes som administrativt tillhör arrondissement Basse-Terre.

## Historia
Den 14 november 1493 upptäckte Christopher Columbus som förste europé Île de Basse-Terre, ön döptes då till Isla de Santa María de Guadalupe de Extremadura.
1635 hamnade området sedan under franskt styre förutom korta perioder under 1700-talet och 1800-talet då området ockuperades av Storbritannien. Åren 1813 till 1814 tillhörde området formellt Sverige. Efter freden i Paris 1814 återfick Frankrike kontrollen över Guadeloupe.
År 1989 inrättades Parc national de la Guadeloupe.